# Ken Perlin
Ken Perlin es un profesor en el Departamento de Ciencias de la Computación en la Universidad de Nueva York. Sus intereses de investigación incluyen gráficos, animación, multimedia, y la educación científica. Ha desarrollado o ha estado involucrado con el desarrollo de técnicas como el Ruido Perlin, hipertextura, personajes interactivos de animación en tiempo real, y el zoom de interfaces de usuario, y lo más reciente, la entrada económica y precisa de dispositivos touch. También es director-asesor de Tecnología de ActorMachine, LLC.
Su invención del Ruido Perlin en 1985 se ha convertido en un estándar que es utilizado para gráficos en computadoras y movimiento.
Perlin fue el director fundador del Laboratorio de Investigación de Medios de Comunicación de la Universidad de Nueva York y también dirigió el Centro de Tecnología Avanzada desde 1994 hasta 2004. Fue el arquitecto de sistemas para las animaciones generadas por computadora de la compañía Mathematical Applications Group, Inc., 1979-1984, donde trabajó en TRON. Ha servido en el Consejo de Administración de ACM SIGGRAPH, y actualmente es miembro del Consejo de Administración de Nueva York de la Asociación Industrial de Software. Perlin recibió su doctorado en Ciencias de la Computación de la Universidad de Nueva York, y una licenciatura en matemáricas teóricas de la Universidad de Harvard.
Además, es pianista y guitarrista clásico. Habla con fluidez el francés y es vegano.

## Premios
El 11 de agosto de 2008, el Dr. Perlin recibió el Premio de Gráfico de Computadoras de ACM SIGGRAPH. En el 2006, recibió el premio Trapcode por sus logros en la investigación de gráficos para computadora. En enero de 2004, fue el artista invitado en el Museo Whitney de Arte Estadounidense. En el 2002, recibió el Premio de la Alcaldía por la Excelencia en Ciencia y Tecnología y el premio Sokol por la Facultad de Ciencias en Nueva York. En 1997, ganó un Oscar por logros técnicos de la Academia de Artes y Ciencias Cinematográficas por su ruido y técnicas de turbulencia de texturas, que son ampliamente utilizados en el cine y televisión. En 1991, recibió el premio Joven Investigador de la National Science Foundation.